# Capio
Capio war ein schwedischer Gesundheitskonzern mit Sitz in Göteborg, der im Oktober 2018 von der Ramsay-Santé-Gruppe gekauft wurde. Zuletzt betrieb Capio Kliniken in Schweden, Norwegen, Dänemark, Frankreich und Deutschland mit etwa 13.000 Mitarbeitenden und erwirtschaftete einen Umsatz von 1,5 Mrd. Euro.

## Capio-Konzern in Europa

### Aktivitäten
Capio betrieb zuletzt 180 Gesundheitseinrichtungen in Schweden, Norwegen, Dänemark, Frankreich und Deutschland.
Die stationäre Krankenhausversorgung machte 90 Prozent des Umsatzes der Unternehmensgruppe aus und umfasste Versorgungsleistungen u. a. in den Bereichen Innere Medizin, Intensivmedizin, Chirurgie, Phlebologie, Urologie, Gynäkologie und Orthopädie. Die Unternehmensgruppe war auch in den Bereichen Onkologie, Psychiatrie und Rheumatologie sowie auf weiteren medizinischen Fachgebieten aktiv.
Zum Geschäftsbereich Diagnostik gehörten Dienstleistungen für Labormedizin und medizinische Radiologie sowie für die ambulante und stationäre Versorgung.

### Geschichte
Der Capio-Konzern wurde 1994 als Tochter der Investmentgesellschaft Bure Equity gegründet. In den folgenden Jahren expandierte das Unternehmen nach Norwegen, dem Vereinigten Königreich, Frankreich und Deutschland.
Von 2000 bis 2006 war Capio an der Börse Stockholm gelistet. Nachdem Anfang der 2000er Jahre der börsennotierte schwedische Krankenhauskonzern Capio AB 2001 und 2002 die ersten Krankenhäuser im Vereinigten Königreich und in Frankreich übernommen hatte, kaufte er 2005 von der Private-Equity-Gesellschaft CVC Capital Partners (Luxemburg) den spanischen Krankenhauskonzern IDC. IDC wurde zu Capio Spanien.
Capio AB besaß 2006 Kliniken in Schweden, Norwegen, Dänemark, dem Vereinigten Königreich, Frankreich und Spanien sowie Radiologie- und Laboreinrichtungen auch in weiteren europäischen Ländern.
Capio Deutschland entstand 2006 durch Übernahme der Deutsche Klinik GmbH von ihren privaten Eigentümern. Sigurd Gawinski, Gründungsgesellschafter der Deutsche Klinik GmbH, wurde Geschäftsführer der Capio Deutsche Klinik GmbH.
Von 2006 bis 2008 erfolgten weitere Zukäufe. Zu Capio Deutschland gehörten 2008 Kliniken in Bayern (Aschaffenburg, Bad Brückenau, Bad Kötzting, Laufen), Hessen (Büdingen), Niedersachsen (Dannenberg, Otterndorf), Nordrhein-Westfalen (Hilden), Rheinland-Pfalz (Bad Bertrich) und Thüringen (Uhlstädt-Kirchhasel).
Mit dem Stichtag 2. November 2006 übernahmen die Unternehmen Apax Europe VI Funds (45 %), Apax France Funds (11 %) und Nordic Capital Fund VI (44 %) die Unternehmensanteile der Capio AB. Damit befand sich auch Capio Deutschland in Private-Equity-Besitz. Sie wurde in der Folge am 17. November 2006 aus dem Börsenhandel genommen. Apax Partners und Nordic Capital sind Fondsgesellschaften.
Capio Großbritannien wurde 2007 an den australischen börsennotierten Krankenhauskonzern Ramsay Health Care verkauft.
Die beiden Apax- und der Nordic-Capital-Fonds übernahmen 2007 den börsennotierten Diagnostikkonzern Unilabs SA (Radiologie und Labore, Sitz in der Schweiz) nach einem Übernahmeangebot. Unilabs wurde von der Börse genommen. Der fusionierte Konzern wurde unter dem Namen Unilabs abgespalten und 2016 an einen dritten Apax-Fonds (Apax IX) verkauft.
Capio Spanien wurde 2011 von CVC Capital Partners zurückverkauft und bekam den vorherigen Namen IDC zurück.
Im Jahr 2014 beschäftigte der Capio-Konzern 12.357 Mitarbeiter. 4,6 Mio. Patienten besuchten deren Einrichtungen. Der Netto-Jahresumsatz belief sich 2014 auf etwa 1,4 Mrd. Euro. Davon entfielen 54 % auf Capio Nordic mit Schweden und Norwegen, 37 % auf Capio Frankreich und 9 % auf Capio Deutschland.
2015 stiegen die beiden Apax- und der Nordic-Capital-Fonds mit einem eigenen Börsengang aus ihrem verbliebenen Capio-Investment aus.
Am 30. Juni 2015 ging Capio AB wieder an die Nasdaq-Börse Stockholm. Vier institutionelle Anleger (Fourth Swedish National Pension Fund, R12 Kapital AB, Swedbank Robur Fonder und Handelsbanken Fonder) waren Hauptanleger.
Im Jahr 2015 verkaufte Capio Deutschland die Klinik in Bad Kötzting an die ebenfalls in Bad Kötzting ansässige Luitpold-Klinik und 2017 die Klinik in Thüringen an den australischen börsennotierten Laborkonzern Sonic Healthcare. Dieser Konzern benötigte aufgrund gesetzlicher Bestimmungen ein zugelassenes Krankenhaus als Trägergesellschaft für seine medizinischen Versorgungszentren (MVZ).
2017 expandierte Capio mit der Übernahme der Krankenhausgruppe CFR Hospitaler und zwei weiteren Kliniken auf den dänischen Markt.
Ebenfalls im Jahre 2017 übernahm Capio Deutschland die Augenklinik und das MVZ Universitätsallee in Bremen.
Im Sommer 2018 kündigte der französische Gesundheitskonzern Ramsay Générale de Santé, Tochter des australischen Krankenhauskonzerns Ramsay Health Care, an, Capio inclusive Capio Deutschland kaufen zu wollen. Im Oktober 2018 nahmen die Aktionäre von Capio das Übernahmeangebot an. Nachdem Ramsay Santé mehr als 98 Prozent der Stimmrechte kontrollierte, wurde Capio am 28. November 2018 von der Börse genommen.

## Ehemaliger Capio-Konzern in Deutschland
Die Deutsche Klinik GmbH wurde 1979 in Bad Brückenau gegründet. Zunächst war das Unternehmen in der Krankenhausberatung tätig. Seit 1996 wurden Krankenhäuser, Rehabilitationseinrichtungen sowie Pflegezentren entweder im Besitz oder Management als Deutsche Klinik GmbH geführt. Am 4. September 2006 übertrugen die damaligen Gesellschafter ihre Gesellschaftsanteile an den schwedischen Krankenhauskonzern Capio AB. Die bisherigen Einrichtungen der Gesellschaft blieben in Deutschland in vollem Umfang erhalten.
Ab 2007 war die Capio Deutsche Klinik GmbH am deutschen Gesundheitsmarkt als privater Träger tätig. Die Deutschland-Zentrale von Capio befand sich in Fulda. Im Jahr 2014 beschäftigte Capio Deutschland 1320 Mitarbeiter und 204.600 Patienten besuchten an elf Standorten die zwanzig Einrichtungen. Dazu zählten fünf Allgemein-Krankenhäuser, zehn Akutkliniken, vier Fachkliniken, zwei Krankenhäuser mit Rehabilitationseinrichtungen und Pflegeeinrichtungen sowie sieben medizinische Versorgungszentren (MVZ). In Deutschland hat sich Capio in den Fachkliniken vor allem auf die Therapie von Venenerkrankungen in acht Venenzentren spezialisiert und war dort Marktführer.
Der Netto-Jahresumsatz der Capio Deutsche Klinik GmbH belief sich 2014 auf etwa 120 Mio. Euro.
Ramsay zerlegte im Oktober 2020 Capio Deutschland. Es verkaufte die Kliniken und MVZ in Bad Brückenau, Dannenberg und Otterndorf an Sigurd Gawinski und André Eydt.
Nach Freigabe durch das Bundeskartellamt am 1. Oktober 2020 kaufte der niederländische Klinikverbund Bergman Clinics mit Hauptsitz in Naarden die verbliebenen sechs Kliniken (Aschaffenburg, Büdingen, Hilden, Bad Bertrich, Laufen-Abtsee sowie die Augenklinik Universitätsallee in Bremen) von Capio auf. Bergman Clinics befindet sich seit 2018 mehrheitlich in Besitz der niederländischen Private-Equity-Gesellschaft NPM Capital und konzentriert sich auf Einrichtungen mit dem „Angebot hochwertiger planbarer Behandlungen“.
In Hilden ging Januar 2024 die Venenklinik im Park und das angeschlossene Medizinische Versorgungszentrum (MVZ) an Remigius über.